# إيميلي جيرلي
إيميلي جيرلي (بالإنجليزية:Emily S. Gurley) أخصّائية وبائّيات أمريكيّة الأصل،
وهي عالمة مشاركة في قسم الأمراض المعدية الوبائيّة في كلية جونز هوبكنز بلومبيرغ للصّحة العامة . لديها انتساب مشترك في علم أوبئة الأمراض العالمية ومكافحتها في قسم الصحة الدولية 

## التعليم
أكملت جيرلي شهادة البكالوريوس في جامعة أوجلثورب في عام 1996 و حصلت على ماجستير في الصّحة العمومية من جامعة إيموري في عام 2002. وقد حصلت على الدكتوراه من كلية جونز هوبكنز بلومبرج للصحة العامة في عام 2012.

## الوظيفة والبحث
بدأت جيرلي في إجراء أبحاث الصّحة العامة في المركز الدولي لأبحاث أمراض الإسهال،بنغلاديش ، في عام 2003 و بقيت فيه لمدة اثنى عشر عامًا. عملت مع مراكز السيطرة على الأمراض والوقاية منها ومع حكومة بنغلاديش لإنشاء برامج مراقبة ل التهاب السحايا والدماغ وعدوى الجهاز التنفسي والتهاب المعدة والأمعاء والعدوى المكتسبة من المستشفى. كما قادت جيرلي وحدة المراقبة والتحقيق في تفشّي الأمراض وكانت مديرة برنامج العدوى النّاشئة.ابتداءً من عام 2004، بحثت في علم البيئة وعدوى فايروس نيباه في علم الأوبئة . وهي تبحث في ما تسببه الأمراض من أعباء مختلفة وهو ما يعرف ب عبء الأمراض كما أنها تبحث في طرق انتقال الأمراض ، وفي علم الوبائّيات المختص بالأمراض التي يمكن الوقاية منها عن طريق اللّقاحات. تستخدم جيرلي إطار عمل الصحة الواحدة للبحث في الوقاية من عدوى الأمراض وبيئة الأمراض البشرية.